# 畑中泰
畑中 泰（はたなか ゆたか、1966年2月25日 - ）は、日本のテレビ番組のディレクター、プロデューサー。映像クリエイター。元フジテレビディレクター。
映像制作会社であるドクナーズ・ジャパン代表取締役。血液型O型、うお座。北海道出身。

## 趣味趣向
幼い頃から車が好きで、大学時代は中古車販売店や修理工場などでアルバイトをしていた。
そのため、今でも新車にはあまり興味を示さず、常日頃から中古車に目を向けている。特に幼少期を過ごした70年代から90年代の車なら、国内外問わず広く精通している。また、若い頃はレーシングドライバーに憧れ国内A級ライセンスを取得。
こうしたことから運転技術は、なかなかの腕前とされているが、何故か公式のレースには出場していない。

## TVディレクター時代　主に携わった番組

### バラエティ番組
- 笑っていいとも！
- 夢で逢えたら最終回ドラマSP
- 夢の中から
- ダウンタウンのごっつええ感じ
- 初詣！爆笑ヒットパレード
- ゴルフマッチリトル４
- 面白列車の旅
- FNS24時間テレビ
- FNSスーパースペシャル1億人のテレビ夢列島
- FNSスーパースペシャル1億2000万人の平成教育テレビ
- となりのパパイヤ
- 金曜おもしろバラエティ　新宿デパート戦争

### 情報番組
- タイムアングル
- これが日本の正月だ！超ワイドショー決定版
- 3時ョこい！
- ビックトゥデイ
- 2時のホント

### 報道番組
- 犯罪パニック24時逮捕の瞬間１００連発
- FNNスーパーニュース
- FNN踊る大選挙戦